# Selene vomer
El jorobado de penacho o lamparosa (Selene vomer) es una especie de peces de la familia Carangidae en el orden de los Perciformes. Los machos pueden llegar alcanzar los 48,3 cm de longitud total.
Se encuentra en el  Atlántico occidental (desde Canadá y Maine hasta el Uruguay, incluyendo Bermuda y el Golfo de México). Es raro en las Grandes Antillas.